# Rheginusbrief
Der Rheginusbrief ist auch als Abhandlung über die Auferstehung bekannt. Er ist überliefert in den Nag-Hammadi-Schriften, einer Sammlung gnostischer Texte. Dort ist es die vierte Schrift des auch als Jung-Kodex bekannten ersten Kodex (NHC I,4). Die Handschrift stammt aus der ersten Hälfte des 4. Jahrhunderts, das Werk selbst stammt vermutlich aus dem frühen 2. Jahrhundert.

## Inhalt und Einordnung
Der relativ kurze Brief eines ungenannten Lehrers an seinen Schüler beschäftigt sich mit der Auferstehung des Gläubigen. Verhandelt wird, welcher Art diese ist bzw. sein kann, ob als Unsterblichkeit der Seele, als Auferstehung des Fleisches oder als Wiedergeburt. Diskutiert wird auch, wann die Auferstehung sich vollzieht, ob im Augenblick des Todes, bei Christi Wiederkehr oder gar noch im Leben, und ob sie gewiss ist bzw. ob sie im philosophischen Sinn „beweisbar“ ist:

„Was also ist die Auferstehung? Sie ist das fortwährende Sichtbarwerden derer, die auferstanden sind. Wenn du dich nämlich erinnerst, im Evangelium zu lesen: ‚Elia erschien und Mose mit ihm‘, so glaube nicht, daß die Auferstehung eine Illusion sei. Sie ist keine Illusion, sondern sie ist Wahrheit. Vielmehr ist es passend zu sagen, dass die Welt eine Illusion ist – eher als die Auferstehung, die zustande gekommen ist durch unseren Herrn, den Erlöser, Jesus ChristusJesus, den Christus.“

Der Autor folgt einerseits Vorstellungen neutestamentlicher Briefe (Epheserbrief, Kolosserbrief) und entwickelt diese weiter, andererseits bedient er sich der Begriffe und Konzepte der Gnosis, insbesondere des Valentinianismus.

## Ausgaben
Der koptische Originaltext mit englischer Übersetzung und Kommentierung wurden publiziert in der Reihe Nag Hammadi Studies:
- Malcolm L. Peel: The Treatise on the Resurrection. In: Nag Hammadi Codex I (The Jung Codex). Band I: Introductions, Texts, Translations, Indices (= Nag Hammadi Studies. Band 22). Hrsg.: Harold Attridge. Brill, Leiden 1985, ISBN 90-04-07677-8, S. 123–157, doi:10.1163/9789004438903_010 (englische Übersetzung – gnosis.org).
- Malcolm L. Peel: The Treatise on the Resurrection. In: Nag Hammadi Codex I (The Jung Codex). Band II: Notes (= Nag Hammadi Studies. Band 23). Hrsg.: Harold Attridge. Brill, Leiden 1985, ISBN 90-04-07678-6, S. 137–215, doi:10.1163/9789004438910_005.

Eine weitere Ausgabe in englischer Übersetzung mit Einführung erschien unter dem Titel:
- Malcolm L. Peel: The Treatise on the Resurrection (I,4). In: James McConkey Robinson (Hrsg.): The Nag Hammadi Library in English. 3., completely revised edition. Harper and Row, San Francisco 1988, ISBN 0-06-066934-9, S. 52–57 (Vorschau in der Google-Buchsuche, 4., revised edition, Brill, Leiden / New York / Köln 1996, ISBN 90-04-08856-3).

Deutsche Übersetzungen:
- Abhandlung über die Auferstehung. In: Gerd Lüdemann, Martina Janßen: Die Bibel der Häretiker. Radius, Stuttgart 1997, ISBN 3-87173-128-5, S. 42–46 (gwdg.de [Memento vom 12. September 2007 im Internet Archive]).
- Nag Hammadi Deutsch. Eingeleitet und übersetzt von Mitgliedern des Berliner Arbeitskreises für Koptisch-Gnostische Schriften (= Koptisch-gnostische Schriften. Band 2; Die griechischen christlichen Schriftsteller der ersten Jahrhunderte. Neue Folge. Band 8). Band 1: NHC 1,1–5,1. Hrsg. von Hans-Martin Schenke, Hans-Gebhard Bethge, Ursula Ulrike Kaiser. De Gruyter, Berlin / Boston 2001, ISBN 3-11-017234-8.